# Lada Kos
Lada Kos (Zagreb, 12. studenoga 1944.), hrvatska je glazbenica – šansonijerka, kantautorica, skladateljica, aranžerka – i pjesnikinja. Kći je pjesnika Vinka Kosa i sestra likovne umjetnice Vere Kos Paliska. 

## Životopis
Lada Kos je u rodnome gradu završila najprije četverogodišnju Pučku školu i Klasičnu gimnaziju. Violinu je učila u Glazbenoj školi Pavla Markovca u razredu B. Podreka i V. Bačića, a studij violine završila je 1968. u razredu prof. Ivana Weilanda na Muzičkoj akademiji u Zagrebu. Od 1966. priređuje solističke koncerte šansona u svim gradovima negdašnje SFRJ, svim republikama bivšeg SSSR-a, Italiji, Franuskoj, Njemačkoj, Austriji, Španjolskoj i Mađarskoj. Svira violinu, glasovir, gitaru, harmoniku i piše aranžmane za sve svoje skladbe. Objavljuje poeziju i prozu u dnevnim novinama i časopisima. Stihovi su joj prevedeni na francuski, njemački, ruski, talijanski i esperanto. Dobitnica je mnogih nagrada i priznanja u zemlji i inozemstvu.

## Vanjske poveznice
- Hrvatsko društvo skladatelja: Kos, Lada
- HDS ZAMP – Baza autora: Lada Kos (popis djela)
- Discogs.com – Lada Kos (diskografija)